# Verband Polnischer Komponisten
Der Verband Polnischer Komponisten (polnisch Związek Kompozytorów Polskich, ZKP) ist eine Gesellschaft polnischer Komponisten und Musikwissenschaftler.

## Geschichte
Der Verband wurde in Krakau am 29. August oder 1. September 1945 vom Allpolnischen Komponistenkongreß gegründet, als Fortsetzung des 1925 gegründeten Vereines Polnischer Komponisten. Als Sitz des Verbandes wurde Warschau gewählt. Neben den Komponisten sollten seit 1948 dem Verband auch Musikwissenschaftler angehören, die eine separate Sektion bildeten.
Der Staat erwartete, dass die Organisation die Einführung der Doktrin vom Sozialistischen Realismus fördern wird. Erst nach dem Polnischen Oktober, einer Lockerung des politischen Klimas in der Volksrepublik Polen, endete die Ideologisierung polnischer Kultur. Seit 1956 wird der „Warschauer Herbst“, das Festival für zeitgenössische Musik in Polen, alljährlich veranstaltet.
Seit 1961 werden nach dem Warschauer Vorbild auch ähnliche Festivals neuer Musik in anderen Städten Polens veranstaltet: 1961 in Posen, 1962 in Krakau und in Breslau.
Der Verband veranstaltet auch Konzerte, musikwissenschaftliche Symposien, Wettbewerbe neuer Kompositionen.
1949 wurde der Kreis junger Komponisten gegründet. Seit 1958 wird alljährlich der Wettbewerb junger Komponisten (seit 1981 Tadeusz-Baird-Wettbewerb) abgehalten. Der Verband besteht aus acht Niederlassungen in Breslau, Bromberg, Danzig, Kattowitz, Krakau, Lublin, Łódź, Posen und Warschau.
Seit 2001 betreibt der Verband das polnische Zentrum für Musikinformation (polnisch Polskie Centrum Informacji Muzycznej), Mitglied von The International Association of Music Information Centres in Brüssel.

## Ehrenvorsitzender
- Krzysztof Penderecki (seit 2015)

## Vorsitzende
- Piotr Perkowski (1945–1948)[1]
- Zygmunt Mycielski (1948–1950)
- Witold Rudziński (1950–1951)
- Tadeusz Szeligowski (1951–1954)
- Kazimierz Sikorski (1954–1959)
- Zbigniew Turski (1959–1960)
- Stefan Śledziński (1960–1973)
- Jan Stęszewski (1973–1979)
- Józef Patkowski (1979–1985)
- Krzysztof Meyer (1985–1989)
- Andrzej Chodkowski (1989–1993)
- Maciej Małecki (1993–1999)
- Krzysztof Knittel (1999–2003)
- Jerzy Kornowicz (2003–2015)
- Mieczysław Kominek (seit 2015)

## Ehrenmitglieder
- Tadeusz Baird (1928–1981)[2]
- Roman Berger
- Ludwik Bielawski
- Nadia Boulanger (1887–1979)
- Michał Bristiger (1921–2016)
- Józef Michał Chomiński (1906–1994)
- Teresa Chylińska
- Anna Czekanowska-Kuklińska
- Elżbieta Dziębowska (1929–2016)
- Grzegorz Fitelberg (1879–1953)
- Henryk Mikołaj Górecki (1933–2010)
- Zofia Helman
- Wojciech Kilar (1932–2013)
- Stefan Kisielewski (1911–1991)
- Eugeniusz Knapik
- Włodzimierz Kotoński (1925–2014)
- Zygmunt Krauze
- Jan Krenz (1926–2020)
- Witold Lutosławski (1913–1994)
- Krystyna Moszumańska-Nazar (1924–2008)
- Zygmunt Mycielski (1907–1987)
- Andrzej Nikodemowicz (1925–2017)
- Roman Palester (1907–1989)
- Andrzej Panufnik (1914–1991)
- Józef Patkowski (1929–2005)
- Krzysztof Penderecki
- Piotr Perkowski (1901–1990)
- Mirosław Perz
- Irena Poniatowska
- Bogusław Schaeffer (1929–2019)
- Kazimierz Serocki (1922–1981)
- Kazimierz Sikorski (1895–1986)
- Stanisław Skrowaczewski (1923–2017)
- Stefan Śledziński (1897–1986)
- Jan Stęszewski (1929–2016)
- Paweł Szymański
- Aleksander Tansman (1897–1986)
- Mieczysław Tomaszewski (1921–2019)
- Stanisław Wisłocki (1921–1998)